# Trix Heberlein

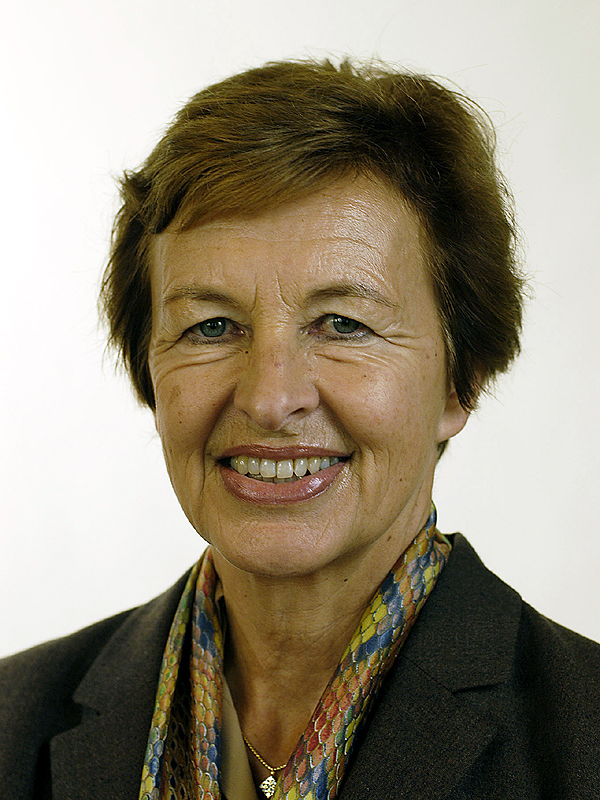
Trix Heberlein-Ruff

Trix Heberlein-Ruff (* 17. Juli 1942 in St. Gallen; heimatberechtigt in Wattwil und Zumikon) ist eine Schweizer Rechtsanwältin und Politikerin (FDP).

## Biografie
In Teufen besuchte Trix Heberlein die Primarschule, dann in St. Gallen die Kantonsschule, die sie 1961 mit der Matura abschloss. Anschliessend studierte sie Rechtswissenschaften an der Universität Zürich und schloss 1965 mit dem Lizenziat ab. Später machte sie noch das Anwaltsexamen.
Von 1979 bis 1991 war Trix Heberlein im Kantonsrat des Kantons Zürich. Von 1985 bis 1994 war sie Gemeinderätin (Exekutive) von Zumikon, ihrer Wohngemeinde. Von 1991 bis 2003 war sie Nationalrätin. 1999 präsidierte sie den Nationalrat. Von 2003 bis 2007 vertrat sie den Kanton Zürich im Ständerat. Am 20. Dezember 2006 hatte sie ihren Rücktritt per Ende der Legislaturperiode bekanntgegeben.
Trix Heberlein war von 1998 bis 2014 Präsidentin der Stiftung Swisstransplant, die Organspenden fördert. Sie ist seit 1967 mit dem Juristen Robert Heberlein verheiratet, sie haben zwei Töchter.